# Famille Jaffe
Pour les articles homonymes, voir Jaffe.
Cette page explique l’histoire ou répertorie les différents membres de la famille Jaffe.

La famille Jaffe (ou Joffe) est une famille de rabbins, etc. représentée en Allemagne, Autriche, Russie, Grande-Bretagne, Italie et aux États-Unis. Leur origine remonte à Mordecai Jaffe (1530-1612), auteur de « Lebushim », et à son oncle Moses Jaffe, tous deux descendants d'une vieille famille de Prague. 

## Quelques membres de la famille
Voici une énumération partielle de représentants des deux branches de cette famille; ceux qui descendent de Moses Jaffe sont indiqués par un K (= ḳalmanḳes) :
- Al Jaffee, cartooniste ;
- David Jaffe ;
- Edgar Jaffé (1866–1921), homme politique allemand ;
- Eliezer David Jaffe ;
- Harold Jaffe, auteur américain ;
- Jérome H. Jaffe, psychiatre ;
- Nicole Jaffe ;
- Norman Jaffe ;
- Rami Jaffe ;
- Robert Jaffé (1894–1968), homme politique allemand ;
- Rona Jaffe (1932–2005), auteur américain ;
- Sam Jaffe  (page d'homonymie) :
  - Sam Jaffe (acteur) (1891–1984), acteur américain ;
  - Sam Jaffe (producteur) ;
- Sophia Jaffé (née en 1980), violoniste allemande

- Jaffe v. Redmond

- Aaron Jaffe (K) ;
- Aaron Jaffe (K) d'Uman ;
- Abraham Abba ben Israel Jaffe ;
- Anselm Benjamin Jaffe ;
- Daniel Jaffe ;
- David Jaffe ;
- Eleazar Jaffe ;
- Eliezer Jaffe ;
- Eliezer (Lazar) Jaffe ;
- Enoch Zundel Jaffe (alias Zundel Ḥalfon) ;
- Frank Jaffe ;
- Isaac né Joseph Jaffe-Ashkenazi ;
- Israel ben Aaron Jaffe (Saba) ;
- Israel né Aaron Jaffe (Zuṭa : K) ;
- Israel David né Mordecai Margolies-Schlesinger-Jaffe (alias David Sered) ;
- Israel b. Zalkind b. Isaac Jaffe ;
- Israel b. Ẓebi Hirsch Jaffe (alias Israel Weksler) ;
- Jedidiah b. Abraham Abe Jaffe ;
- Joel ben Samuel Jaffe ;
- Joseph b. Moses Jaffe ;
- Judah Löb b. Shabbethai Jaffe ;
- Kalonymus ben Mordecai Jaffe ;
- Kalonymus b. Moses Jaffe ;
- Max Jaffé ;
- Mordecai Hirsch ;
- Mordecai Jaffe ;
- Mordecai (Marcus) Jaffe de Berlin ;
- Mordecai Jaffe de Brody ;
- Mordecai Jaffe-Margolies-Schlesinger de Vienne ;
- Mordecai Gimpel Jaffe ;
- Moses Jaffe de Berlin ;
- Moses Jaffe de Pinsk ;
- Moses b. Eliezer Jaffe ;
- Moses ben Issachar ;
- Moses b. Mordecai (né Joseph) ;
- Sir Otto Jaffé ;
- Philipp Jaffé ;
- Samuel b. Isaac Jaffe ;
- Shabbethai b. Abraham Jaffe ;
- Solomon (Zalman) b. Jacob ;
- Theodor Julius Jaffé ;
- Tobiah b. Mordecai (né Joseph de Plungian) ;
- Ẓebi Hirsch Jaffe ;
- Ẓebi Hirsch Saba (K) ;
- Ẓemaḥ b. Jacob of Wilna ;
- Ẓemaḥ Schön.